# Saab 340 AEW&C
Saab 340 AEW&C (у системі позначень ПС Швеції: S 100B Argus) — шведський літак дальнього радіолокаційного виявлення та управління (AEW&C; англ. «Airborne early warning and control»), створений встановленням радіолокаційної станції Erieye на турбогвинтовий транспортний літак Saab 340.

## Опис
Порівняно з традиційними радарами круглої форми на літаках дальнього радіолокаційного виявлення, таких як E-3 Sentry, у Saab 340 AEW&C радар системи Erieye нерухомий та розташований поздовжньо, така конструкція зменшує опір повітря, але має сліпі зони попереду і позаду літака. Зона сканування становить 120 градусів з кожного боку літака. Радар може відстежувати кораблі, літаки та ракети на відстанях до 300—400 км при польоті на висоті 6000 м.

## Варіанти
- Saab 340B AEW або S 100B Argus: радар FSR-890
- Saab 340B AEW-200: радар IS-340
- Saab 340B AEW-300 або S 100D Argus: модернізація 2009 року з новішим радаром ASC-890[2]

## Тактико-технічні характеристики
Джерела даних: X-plane, сайт ЗС Швеції

### Технічні характеристики
- Екіпаж: 6 осіб
- Довжина: 20,57 м
- Розмах крила: 21,44 м
- Висота: 6,97 м
- Маса порожнього: 10 300 кг
- Максимальна злітна маса: 13 155 кг
- Силова установка: 2 × General Electric CT7-9B, 1 390 кВт (1 870 к.с.) кожен

### Льотні характеристики
- Крейсерська швидкість: 300 км/год
- Тривалість польоту: понад 5 годин
- Практична стеля: 7 620 м

## Оператори

### Поточні
- Швеція — 6 Saab 340 AEW типу S 100 Argus, що належать до авіафлоту Скараборгу, однак базуються в аеропорті Малмен поблиза міста Лінчепінг та експлуатуються 74-ю ескадрилією спеціальної авіації. Два літаки (Tp 100A і Tp 100C) було виготовлено для транспортних потреб мирного часу, решту постійно оснащено системою бойового управління та повітряного спостереження (STRIL)[5], два літаки (раніше чотири) обладнано старою радарною системою FSR-890 (S 100B), ще два літаки оснащено новішою системою ASC-890 (S 100D).
- Таїланд[6] — 2 літаки з FSR 890 було придбано 2007 року та введено до складу ПС Таїланду[7].
- Польща[8] — 2 літаки AEW&C було замовлено у липні 2023 року[9], перший з них було поставлено у жовтні 2023 року[10].

Оператори Saab 2000 AEW&C
У грудні 1988 року компанія Saab вирішила створити подовжену модифікацію свого літака Saab 340, яку назвали Saab 2000.
- Пакистан — ПС Пакистану експлуатують 9 літаків[11][12]
- Саудівська Аравія — Королівські ПС Саудівської Аравії експлуатують 2 літаки Saab 2000 AEW&C.

### Майбутні
- Україна — у травні 2024 року уряд Швеції повідомив про передачу двох літаків з радаром ASC 890 (позначення літака — S 100D)[13] в рамках МТД Україні для посилення протиповітряної оборони[14]. За допомогою системи Link 16 вони можуть надавати цілевказання безпосередньо для F-16, що дозволяє винищувачам атакувати без вмикання радара. Таким чином, S 100D можуть посилити оборону проти БПЛА та крилатих ракет і зробити ефективнішою боротьбу проти російських тактичних бомбардувальників[15].

### Колишні
- Греція — ПС Греції позичили два Saab 340 AEW&C зі складу шведських сил у 2003 році[16], їх було знято з озброєння і замінено на Embraer R-99[en] з РЛС Erieye
- ОАЕ — замовлено 2 літаки Saab 340 AEW&C 2009 року, які було знято з озброєння і замінено на Saab GlobalEye

## Галерея

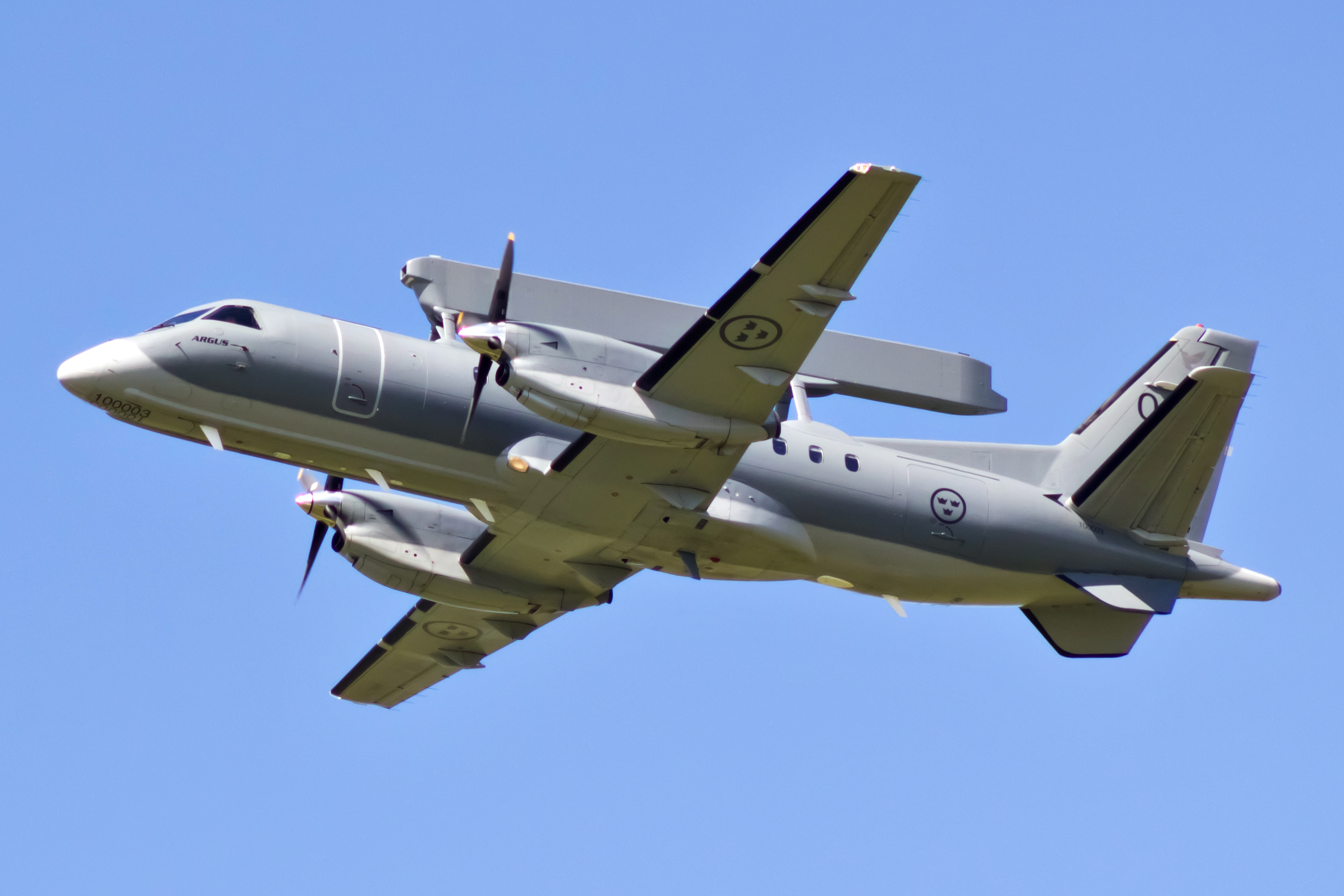
Saab 340 Argus ПС Швеції
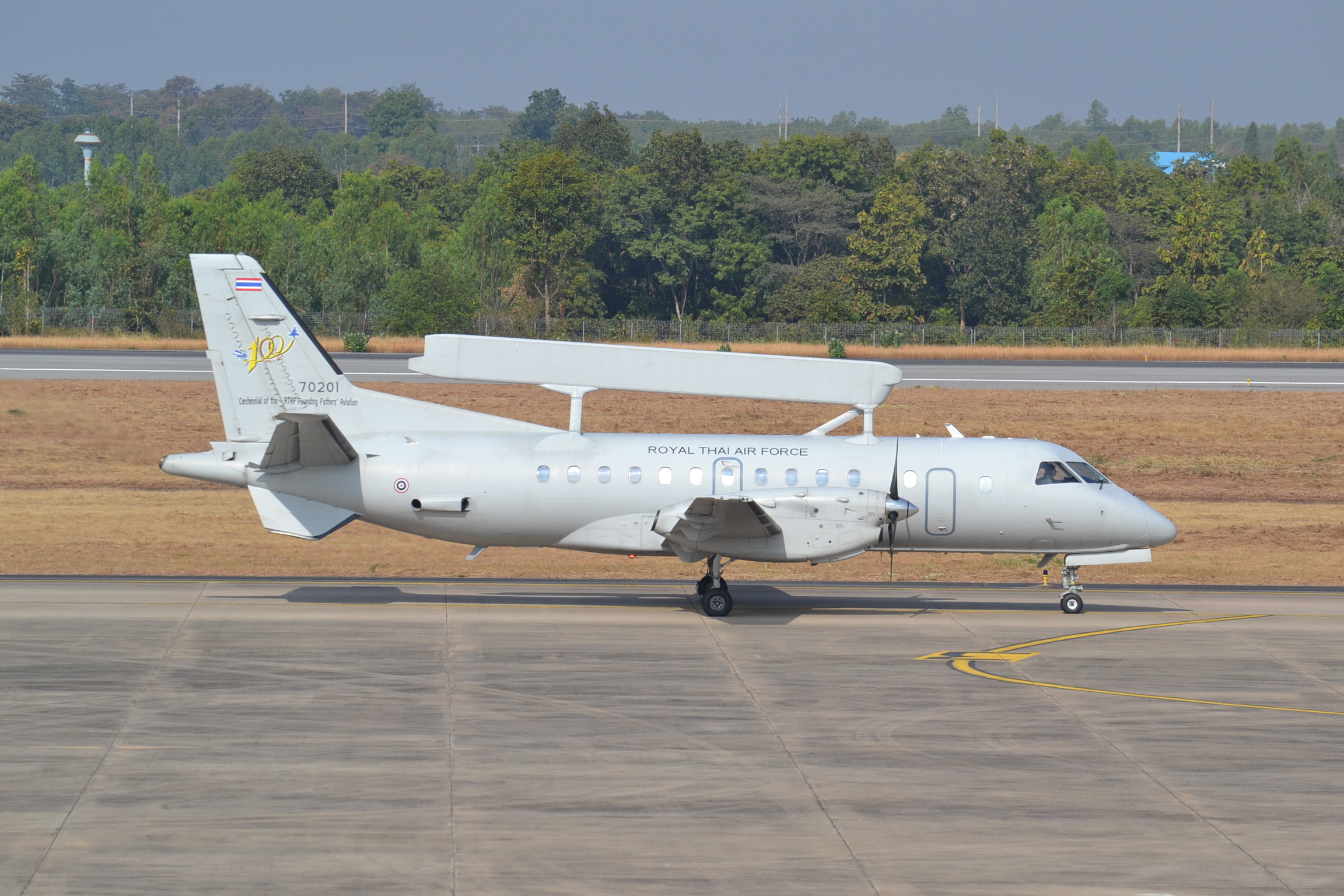
Saab 340 AEW&C ПС Таїланду